# Dom-le-Mesnil
 Dom-le-Mesnil  là một xã ở tỉnh Ardennes, thuộc vùng Grand Est ở phía bắc nước Pháp.